# Adriaan Meijer
Adriaan Frederik Meijer (Retranchement, 17 december 1852 – Den Haag, augustus 1919) was een Nederlands militair en bestuurder. Hij was burgemeester van respectievelijk de Wijk, Emmen en Meppel.
Meijer was kapitein bij de infanterie tot hij in 1895 burgemeester werd in De Wijk. Voor bewezen diensten werd hij later benoemd tot ridder in de orde Oranje-Nassau.
Adriaan Meijer ligt begraven op Oud Eik en Duinen in Den Haag.